# Arthrocarpum somalense
Arthrocarpum somalense är en ärtväxtart som beskrevs av Jean Olive Dorothy Hillcoat och Jan Bevington Gillett. Arthrocarpum somalense ingår i släktet Arthrocarpum och familjen ärtväxter. Inga underarter finns listade i Catalogue of Life.